# Cameron Dye
Cameron Dye (* 24. Juni 1984 in  Boulder) ist ein ehemaliger US-amerikanischer Triathlet.

## Werdegang
Cameron Dye begann seine sportliche Karriere mit Schwimmen an der University of Iowa.
Im Juli 2003 wurde er mit dem US-amerikanischen Mixed-Team Dritter bei der Weltmeisterschaft in Hamburg. Im April 2016 konnte er zum dritten Mal und zweiten Mal in Folge den St. Anthony’s Triathlon für sich entscheiden. Seit 2017 tritt er nicht mehr international in Erscheinung.
Er lebt mit seiner Frau  und den beiden Kindern  in Boulder.

## Auszeichnungen
- Cameron Dye wurde von USA Triathlon (USAT) in den Jahren 2012 und 2013 zum „Athleten des Jahres“ gewählt.[1]

## Sportliche Erfolge
| Datum/Jahr    | Rang | Wettbewerb                                   | Austragungsort     | Zeit     | Bemerkung |
| ------------- | ---- | -------------------------------------------- | ------------------ | -------- | --- |
| 19. März 2017 | 19   | Super League Triathlon                       | Hamilton Island    |          | Sieger des zweiten Tages – am dritten Tag DNF                                                                                                 |
| 12. Juni 2016 | 2    | Escape from Alcatraz Triathlon               | San Francisco      | 02:04:21 | |
| 4. Juni 2016  | 1    | Rev3 Quassy                                  | Middlebury         | 01:56:14 | [ 4 ] |
| 24. Apr. 2016 | 1    | St. Anthony’s Triathlon                      | St. Petersburg     |          | |
| Apr. 2015     | 1    | St. Anthony’s Triathlon                      | St. Petersburg     |          | |
| 22. Juni 2014 | 1    | 5150 Tri Rock Philadelphia                   | Philadelphia       |          | |
| 21. Juli 2013 | 3    | ITU Triathlon World Championship Mixed Relay | Hamburg            | 01:18:19 | bei der Weltmeisterschaft im US-amerikanischen Team, zusammen mit Sarah True, Ben Kanute und Gwen Jorgensen – im Rahmen des Hamburg Triathlon |
| 19. Mai 2013  | 1    | Columbia Triathlon                           | Ellicott City      | 01:51:02 | Sieger vor Bevan Docherty |
| Apr. 2013     | 7    | St. Anthony’s Triathlon                      | St. Petersburg     |          | |
| 8. Juli 2012  | 1    | Boulder Peak Triathlon                       | Boulder (Colorado) |          | |
| 1. Mai 2011   | 3    | 5150 St. Anthony’s Triathlon                 | St. Petersburg     |          | |
| 21. Aug. 2010 | 39   | ITU Sprint Triathlon World Championships     | Lausanne           | 00:55:31 | Weltmeister Sprint Triathlon |
| Apr. 2010     | 1    | St. Anthony’s Triathlon                      | St. Petersburg     |          | |

| Datum/Jahr    | Rang | Wettbewerb               | Austragungsort | Zeit     | Bemerkung                  |
| ------------- | ---- | ------------------------ | -------------- | -------- | -------------------------- |
| 20. März 2016 | 3    | Ironman 70.3 Puerto Rico | San Juan       | 03:55:10 | [ 6 ]                      |
| 4. Okt. 2015  | 3    | Ironman 70.3 Silverman   | Henderson      |          |                            |
| 16. Aug. 2015 | 3    | Ironman 70.3 Timberman   | Neuengland     |          |                            |
| 17. Mai 2015  | 1    | Challenge Knoxville      | Knoxville      |          | Sieger auf der Halbdistanz |

(DNF – Did Not Finish)